# تاکرمن (آرکانزاس)
تاکرمن (آرکانزاس) (به انگلیسی: Tuckerman, Arkansas) یک شهر در ایالات متحده آمریکا با جمعیت ۱٬۸۶۲ نفر است که در آرکانزاس واقع شده‌است.

## موقعیت جغرافیایی
موقعیت جغرافیایی شهرها و مناطق اطراف به شرح زیر است: